# Бромли, Дэвид
Дэ́вид Бро́мли (англ. David G. Bromley; род. 1941) — американский социолог религии, профессор социологии Университета Содружества Виргинии и Виргинского университета. Известен своими исследованиями в области новых религиозных движений и антикультового движения в США.

## Образование и карьера
В 1963 году получил степень бакалавра в области социологии в Колби-колледже. В 1966 году получил степень магистра социологии в Университете Дьюка. В 1971 году в том же университете защитил докторскую диссертацию по социологии.
В 1968—1974 годах преподавал на кафедре социологии и антропологии Виргинского университета. В 1974—1980 годах — адъюнкт-профессор кафедры социологии, в 1976—1977 годах — заведующий кафедрой социологии Техасского университета в Арлингтоне. В 1980—1983 годах — директор Института социальных исследований и ассоциированный профессор кафедры социологии в Хартфордском университете. С 1983 года — профессор кафедры социологии и антропологии Виргинского университета. С 1994 года — профессор кафедры религиоведения Университета Содружества Виргинии.
В 1992—1995 годах — редактор научного журнала Journal for the Scientific Study of Religion. В 1993—1994 годах — президент Ассоциации социологии религии. С 1991 года — главный редактор многотомной научной серии «Religion and the Social Order» («Религия и социальный порядок»), публикуемой Ассоциацией социологии религии.

## Научная деятельность
Основной областью научных интересов Бромли является социология религии, в особенности изучение новых религиозных движений и их конфликта с антикультовым движением. Как отмечает Джеймс Т. Фишер (профессор теологии и американских исследований Фордемского университета), в 1980-е годы Дэвид Бромли и Энсон Шуп, осуществляя сбалансированное сравнительное исследование новых религиозных движений, проявили наибольшую активность в попытке рассеять «антикультовую истерию», возникшую в американском обществе после массового самоубийства последователей Храма народов в Гайане. По мнению Харви Кокса, высказанному в 1981 году, в предисловии книге Бромли и Шупа «Странные боги: великая американская боязнь культов» они оба «продемонстрировали, что Годзиллы не существует, что угроза сект — выдумка и иллюзия». Предвзятое освещение НРД и их деятельности в СМИ (и как следствие этого негативное отношение к НРД в обществе) Бромли и Шуп связывали с тем фактом, что основным источником информации о НРД были их бывшие члены. В 1981 году они утверждали, что «практически всё, что общество знало о новых религиях, … было почерпнуто из сообщений средств массовой информации, источниками значительной части которых были противники новых религий как таковых, и, в частности, отступники». СМИ доверяли этим индивидам, что позволило им оказать «диспропорционально большое влияние» на формирование общественного мнения о НРД.
Один из наиболее известных критиков антикультового движения и теории промывания мозгов социолог Томас Роббинс указывал, что со временем Бромли стал не только сторонним обозревателем, но и превратился в критика теории о промывании мозгов и практики депрограммирования. Бромли был озабочен тем, что связанный с антикультовым движением социальный конфликт имел много общих черт с практикой охоты на ведьм в период Средневековья, а также тем, что гражданские свободы, гарантировавшие свободу вероисповедания, были поставлены под угрозу. В ряде своих книг и статей Бромли поставил под вопрос методы, используемые антикультовым движением, и теорию промывания мозгов.